# Raquel Antúnez
Raquel del Pilar Antúnez Cazorla (Venezuela, 10 de diciembre de 1981) es una escritora española de novela románticas desde 2010, firma sus novelas con diversas variaciones de su nombre Rachel A. C., Rachel Antúnez Cazorla, Raquel Antúnez y Raquel Antúnez Cazorla.

## Biografía
Raquel del Pilar Antúnez Cazorla nació el 10 de diciembre de 1981 en Venezuela, hija de una familia de las Islas Canarias, España, y a dónde su familia regresó para criarla. Actualmente está casada, es madre, y además de escribir trabaja como administrativa.

### Saga Límimes
1. Contra los límites (2010)
2. Más allá de los límites (2011)

### Novelas independientes
- Las tarántulas venenosas no siempre devoran a los dioses griegos (2011)
- Redes de pasión (2012)
- ¡A otra con ese cuento! (2014)
- Redes de pasión (2016)
- Tropezando en el amor (2017)
- Amor, sexo y otras movidas (2018)
- No me soples el diente de león (2019)

### Serie Besos
1. Besos sabor a café (2016)
2. Tus increíbles besos de albaricoque (2018)

### Serie Los crímenes de Costamata
1. Te encontraré  (2017)